# Cargolifter CL160
Der CL160 war das geplante Transportluftschiff der deutschen Cargolifter AG, die im Jahr 2002 Insolvenz anmeldete. Die Luftschiffentwicklung kam durch die Insolvenz des Unternehmens nie über die Konzeptionsphase hinaus. Es sollte über große Entfernungen Lasten von bis zu 160 Tonnen transportieren, womit sich auch seine Modellbezeichnung erklärt.

## Beschreibung
Der CL160 wurde als Kielluftschiff konstruiert. Der Kiel sollte aus kohlenstofffaserverstärktem Kunststoff bestehen und von der Bugspitze bis zum Heck reichend Quartiere, Last, Leitwerk und Antrieb tragen. Für Letzteren waren acht General-Electric-CT7-8L-Wellenturbinen mit je 5882 kW (8000 PS) vorgesehen, von denen die Hälfte nur zum Steuern dienen sollte. Viele Details der Konstruktion blieben offen, einige Komponenten waren vor der Insolvenz jedoch bereits gefertigt worden.
Eine grundsätzliche Hürde für die Konstruktion großer Frachtluftschiffe stellt der umfangreiche Auftriebsausgleich bei Be- und Entladung des Luftschiffs dar. Für den CL160 war ein Lastaustauschverfahren vorgesehen, das am Cargolifter CL75 AirCrane auch praktisch erprobt wurde. Der CL160 sollte zur Frachtaufnahme über dem Ladeplatz verankert werden und dann mittels eines eingebauten Lastrahmens die Nutzlast aufnehmen. Beim Absetzen der Last war zum Ausgleich des Gewichtsverlustes vorgesehen, Ballastwasser aus Tankwagen vom Boden aufzunehmen. Angeblich war auch eine Ballastwassergewinnungsanlage geplant. Letztlich kam man jedoch über technische Grundideen zur Lösung des Problems nicht hinaus.
Vom CL160 wurde als Versuchsträger im Maßstab 1:8 das flugfähige Modell Cargolifter Joey gebaut, um während der Entwicklung unter anderem Modellrechnungen zu überprüfen, neue Werkstoffe zu testen und Flugerfahrung zu sammeln.
In der bereits fertiggestellten Cargolifter-Luftschiffhalle befindet sich heute der Freizeitpark Tropical Islands.

## Technische Daten (geplant)
- Abmessungen: 65 m Durchmesser, 260 m Länge, 82 m Gesamthöhe
- Hüllenvolumen: 550.000 Kubikmeter, als Traggas war Helium vorgesehen
- Leergewicht: 260 t
- Ladevolumen: 3.200 Kubikmeter (50 m × 8 m × 8 m)
- Nutzlast: bis zu 160 t
- Reichweite: bis zu 10.000 km
- Höchstgeschwindigkeit: 125 km/h
- max. Flughöhe 2.000 m
- Besatzung: 10–12 Personen